# Бурханкин, Дмитрий Викторович

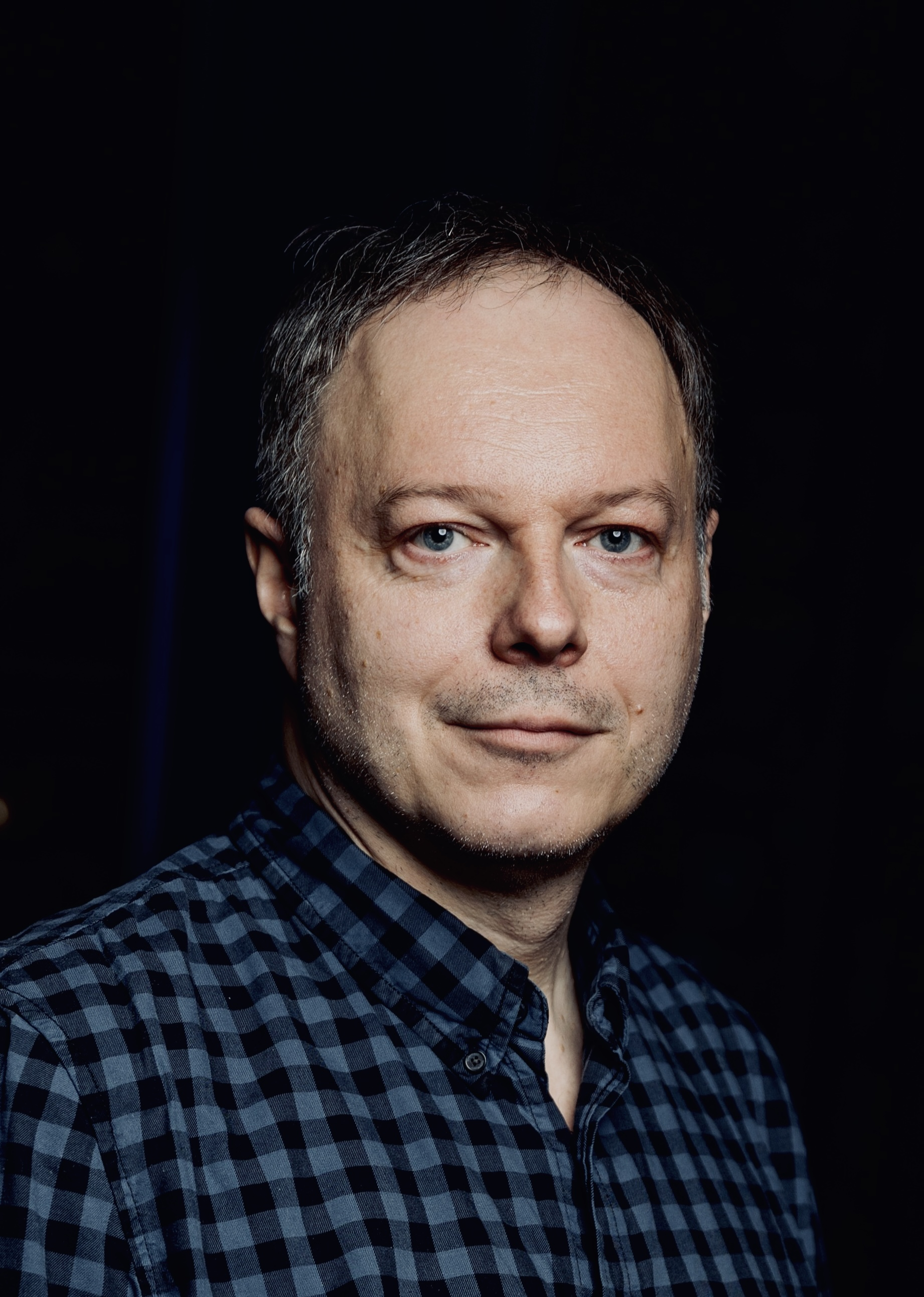

Дми́трий Ви́кторович Бурха́нкин (род. 12 мая 1975, Ульяновск) — российский актёр и режиссёр.

## Биография
В 1996 году c отличием окончил актёрский факультет Воронежского государственного института искусств (курс Алексея Дундукова).
С 1996 по 1997 год — актёр Костромского драматического театра им. А. Н. Островского.
В 2001 году с отличием окончил актёрский факультет ВГИК им. С. А. Герасимова (мастерская Георгия Тараторкина).
С 2001 года актёр Московского драматического театра им. Н. В. Гоголя.
В 2014 году с отличием окончил кафедру режиссуры Театрального института им. Б. Щукина (курс Михаила Борисова).

## Творчество

### Театральные работы

#### Режиссёр
1. 1996 — «Эквус» П. Шеффер
2. 2000 — «Не могу представить, что будет завтра» Т. Уильямс
3. 2004 — «Сон в летнюю ночь» У. Шекспир
4. 2006 — «Ромео и Джульетта» У .Шекспир
5. 2008 — «Стойкий оловянный солдатик» Х.-К. Андерсен
6. 2009 — «Зима-Весна-Лето-Осень» С. Козлов
7. 2010 — «Сквозь зеркало, и что там увидела Алиса» Л. Кэрролл
8. 2011 — «Звёздный мальчик» О. Уайльд
9. 2012 — «Божьи коровки возвращаются на землю» В. Сигарев
10. 2012 — «Фрекен Жюли» А. Стриндберг
11. 2013 — «Гадкий утёнок» Х.-К. Андерсен
12. 2014 — «Мечты о Париже» Тэффи
13. 2014 — «Любовь и голуби» В. Гуркин
14. 2015 — «Дорогая Памела, или Как пришить старушку» Д. Патрик
15. 2016 — «Все будет хорошо» Н. Коляда
16. 2017 — «Два мужа по цене одного» Л. Моцарь
17. 2018 — «Отчаянные мечтатели»[1] К. Циолковский
18. 2018 — «Весы» Е. Гришковец
19. 2018 — «Хрустальный башмачок» Т. Габбе
20. 2018 — «The Snow Queen» Х.-К. Андерсен
21. 2019 — «Продавец дождя»[2] Р. Нэш
22. 2019 — «Пигмалион»[3] Б. Шоу
23. 2020 — «Пряничная леди»[4] Н. Саймон
24. 2020 — «Космос»[5]  А. Житковский
25. 2020 — «Письма любви»[6] А. Герни
26. 2020 — «Чудеса в Простоквашино» Э. Успенский
27. 2021 —  «Восемь любящих женщин»[7] Р. Тома
28. 2021 —  «Кьоджинские перепалки» К. Гольдони
29. 2021 — «Как Миша Бальзаминов за счастьем ходил»[8] А. Островский
30. 2022 — «Мёртвые души»[9] Н. Гоголь
31. 2023 —  «Человек из Подольска»[10] Д. Данилов
32. 2024 —  «Старший сын»[11] А. Вампилов
33. 2024 —  «Евгений Онегин»[12] А.С. Пушкин
34. 2025 —  «Завтра была война»[13] Б. Васильев
35. 2025 —  «На семи ветрах»[14] А. Галич, С. Ростоцкий

#### Актёр
- «Трибунал» В. Войнович — председатель трибунала
- «Последние» М. Горький — Александр Коломийцев
- «Веер леди Уиндермир» О. Уайльд — Артур Уиндермир
- «Король забавляется» В. Гюго — Франциск I
- «Пигмалион» Б. Шоу — Хиггинс
- «Предложение» А. Чехов — Ломов
- «Зойкина квартира» М. Булгаков — Херувим

### Фильмография
1. 2001 — «Два солдатика бумажных» — Миша Мышкин
2. 2002 — «Азазель» — Кокорин
3. 2005 — «Сматывай удочки» — Эл

## Награды
- 2001 — Приз международного фестиваля актёров кино «Созвездие» в номинации «Дебют» за фильм «Два солдатика бумажных».
- 2013 — Диплом участника Международного театрального фестиваля «VASARA» (Литва). Спектакль «Ле руссы» Тэффи.
- 2013 — Диплом Лауреата Международного театрального фестиваля современной драматургии им. А. Вампилова (Иркутск). Спектакль «Божьи коровки возвращаются на землю» В. Сигарев.
- 2018 — Диплом Лауреата премии в области театрального искусства Министерства культуры и туризма Калужской области за спектакль "Отчаянные мечтатели".
- 2022 — Диплом лауреата «Лучший спектакль фестиваля «Свидания на Театральной» за спектакль «Пигмалион».
- 2023 — Диплом лауреата «Лучшая режиссура» на XIX Всероссийском театральном фестивале «Дни Островского в Костроме»[15] за спектакль «Как Миша Бальзаминов за счастьем ходил».